# Patricia Garfield
Pour les articles homonymes, voir Garfield.
 (mars 2021).
Patricia L. Garfield, née le 31 août 1934 à Érié en Pennsylvanie aux États-Unis et morte le 22 novembre 2021, est une écrivaine et une universitaire américaine spécialisée dans l'étude et l'interprétation des récits de rêves, en particulier des processus cognitifs qui les sous-tendent.

## Biographie
Elle est l'auteur de dix livres couvrant un large éventail de sujets de rêves. Ces sujets incluent: les cauchemars, les rêves d'enfants, la guérison par les rêves avec l'incubation, et l'art lié aux rêves. Son travail le plus connu est « Creative Dreaming », traduit en français par « Créativité onirique ». Publié à l'origine en 1974, il a été révisé et réimprimé à nouveau en 1995. Elle est titulaire d'un doctorat en psychologie (Ph.D.) de l'université Temple. 
Patricia Garfield est l'une des six cofondateurs de l'Association internationale pour l'étude des rêves (IASD), à l'origine appelée l'Association pour l'étude des rêves (ASD). L'IASD est un organisme sans but lucratif internationale et multidisciplinaire dédié à « l'investigation pure et appliquée des rêves ». Patricia Garfield a été président de l'ASD de 1998 à 1999.
Le chercheur Pierre Etevenon est un onirologue en France comme Michel Jouvet. Il cite l'onirologue Patricia Garfield dans ses premiers livres sur les rêves de 1984 et 1987. Puis il mentionne ensuite les 12 rêves universels de Patricia Garfield dans son dernier livre de 2013 et il la cite ensuite en référence à propos de certains de ses récits de rêves.

## Publications
- Delfine the Dream Girl, Lulu.com, 2011 (ISBN 9781257014118)
- Tourterelle triste: Poèmes de rêve, Numina Books, 2007.
- Dream Catcher : A Young Person's Journal for Exploring Dreams, Tundra Books, 2003 (ISBN 9780887766619)* The Dream Book: A Young Person's Guide to Understanding Dreams, Tundra Books, 2002 (ISBN 9780615644127)  - Lauréat non romanesque du Parents 'Guide Media Award 2002, nommé pour le Young Hoosier's Book Award 2004-2005
- The Universal Dream Key, Harper Collins, 2009 (ISBN 9780061857379)
- The Dream Messenger : How Dreams of the Departed Bring Healing Gifts, Simon & Schuster, 1997 (ISBN 9780684813592, lire en ligne)
- Trauma and dreams, Harvard University Press, 1996, 186–211 p., « Dreams in bereavement »
- Rêve créatif: planifiez et contrôlez vos rêves pour développer la créativité, surmonter les peurs, résoudre les problèmes et créer un meilleur moi, Simon & Schuster, 1974.
- La créativité onirique, La Table ronde, 1983, 237 p.
- La créativité onirique, J'ai lu, 1998
- The Healing Power of Dreams, Simon & Schuster, 1991.
- Corps de femmes, rêves de femmes, livres ballantins, 1988.
- « Nightmares in the sexually abused female teenager », Psychiatric Journal of the University of Ottawa, vol. 12, no 2,‎ juin 1987, p. 93–97 (lire en ligne)
- Your Child's Dreams, Ballantine Books, 1984.
- Pathway to Ecstasy: The Way of the Dream Mandala, Holt, Rinehart et Winston, 1979.
- Garfield, « Keeping a longitudinal dream record », Psychotherapy, vol. 10, no 3,‎ 1973, p. 223-228 (DOI 10.1037/h0087580)